# Zygmunt Sierakowski

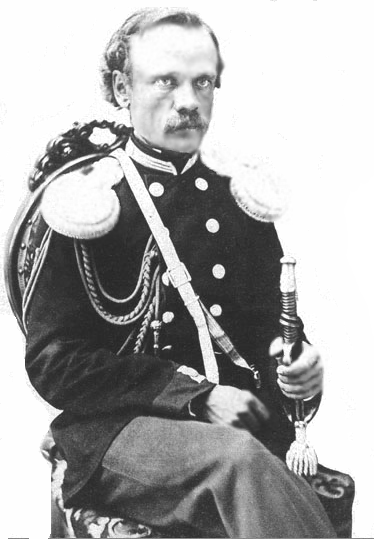
Zygmunt Sierakowski 1862

Kampania Zygmunta Sierakowskiego na Litwie

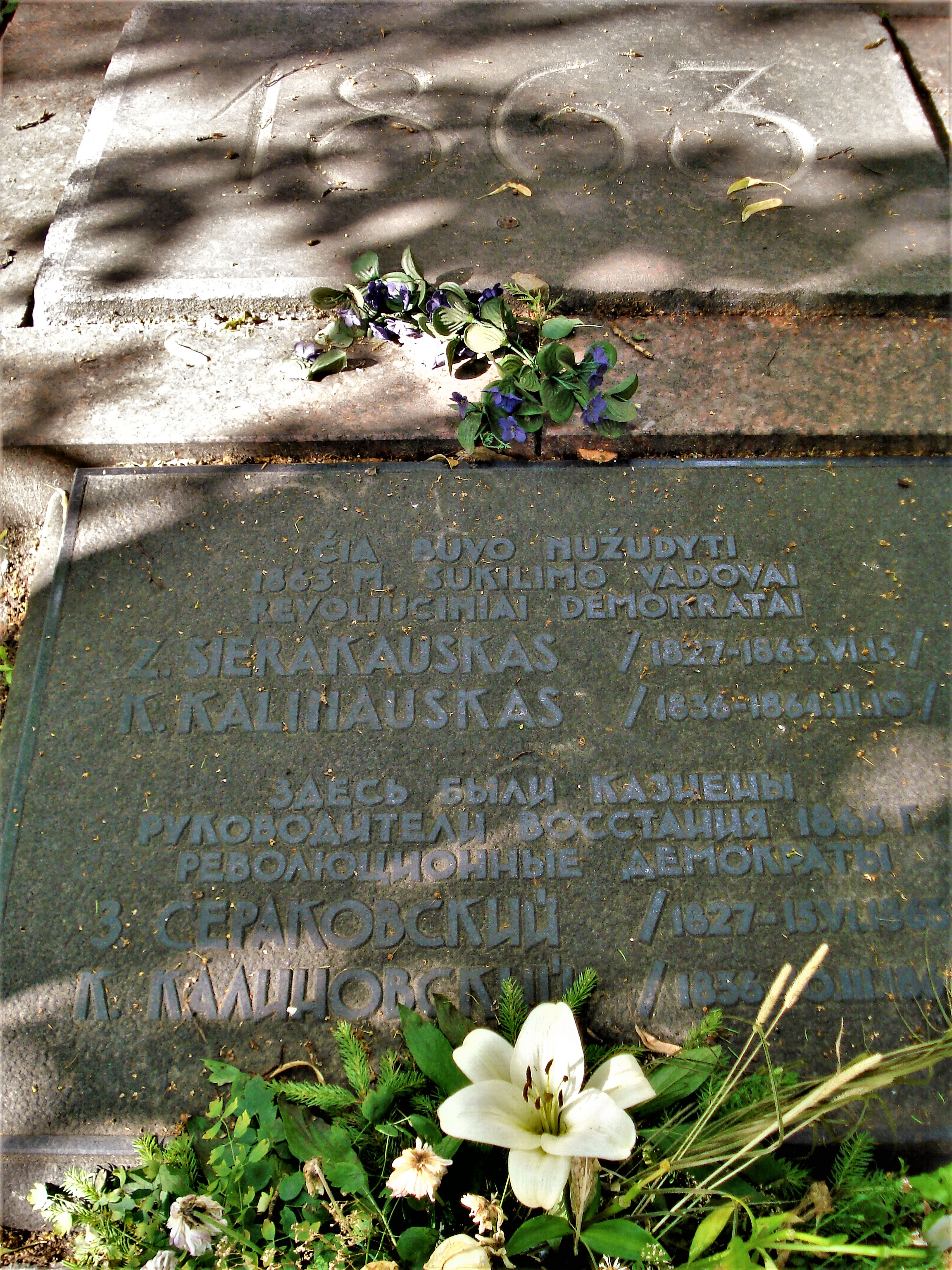
Tablica upamiętniająca miejsce egzekucji Zygmunta Sierakowskiego i Konstantego Kalinowskiego w Wilnie w języku litewskim i rosyjskim

Zygmunt Erazm Gaspar Józef Sierakowski, pseudonim „Dołęga” (ur. 19 maja 1827 w Lisowie koło Maniewicz na Wołyniu, zm. 27 czerwca 1863 w Wilnie) – polski generał, działacz niepodległościowy, dowódca powstania styczniowego na Żmudzi, naczelnik wojenny województwa kowieńskiego.

## Życiorys
Urodził się w rodzinie szlacheckiej herbu Dołęga. Jego ojcem był Ignacy, dzierżawca poległy w powstaniu listopadowym 1831 r., zaś matką – Fortunata z Morawskich. 
W 1843 r. ukończył gimnazjum w Żytomierzu. W 1845 r. rozpoczął studia na Uniwersytecie Petersburskim, najpierw na wydziale matematycznym, a następnie prawno-administracyjnym. Wśród studentów polskich w Petersburgu inicjował działalność patriotyczną oraz nawiązał kontakty z wileńskim Związkiem Bratnim Młodzieży Litewskiej. Jako student uniwersytetu petersburskiego prowadził propagandę patriotyczną wśród ludu wiejskiego na Litwie. W maju 1848 r. został zatrzymany przez Rosjan podczas nielegalnego przekraczania granicy rosyjsko-austriackiej i skazany na bezterminowe roty aresztanckie w orenburskim korpusie karnym jako zwykły żołnierz. W lipcu 1848 r. został wysłany do położonego na wschodnim wybrzeżu Morza Kaspijskiego fortu Nowopietrowskiego (Kazachstan). W sierpniu 1849 r. przeniesiono go do Orenburga, gdzie w 1854 r. uzyskał awans na podoficera, a w maju 1854 r. został przydzielony do pomocy gen. Burncaudowi, głównemu inżynierowi, który nad rzeką Syr-daria zajmował się pracami fortyfikacyjnymi. 
W 1855 r. zmarł car Mikołaj I dzięki czemu Sierakowski został objęty amnestią. W konsekwencji w lutym 1856 r. awansowany został na stopień chorążego i przeniesiony do rezerwowego batalionu Pułku Brzeskiego, który stacjonował w Jekaterynosławiu. Następnie Sierakowski złożył wniosek o przyjęcie do Nikołajewskiej Akademii Sztabu Generalnego w Petersburgu, popierając go zaświadczeniem o trzyletnich studiach uniwersyteckich, opinii gen. Burncauda o umiejętnościach z zakresu inżynierii wojskowej, topografii i kartografii oraz znajomości sześciu języków obcych. W trakcie studiów nawiązał kontakty m.in. z Nikołajem Czernyszewskim i Nikołajem Niekrasowem oraz zaczął pisać w redagowanym przez nich piśmie „Sowriemiennik”. W 1857 r. Zygmunt Sierakowski założył w Petersburgu kolejne konspiracyjne koło integrujące środowisko polskie, które początkowo prowadziło półlegalną działalność samokształceniową. Z niego to, w 1859 r., wyrosło tajne Koło Oficerów Polskich. W połowie 1859 r. ukończył ze złotym medalem Akademię Sztabu Generalnego w Petersburgu uzyskując awans na porucznika i skierowanie do Wydziału Statystycznego Sztabu Generalnego. W maju 1860 r. został wyznaczony do reprezentowania armii rosyjskiej na Międzynarodowym Kongresie Statystycznym w Londynie. Po zakończeniu Kongresu reprezentując carską armię odwiedził Francję, a następnie Prusy i Austrię.
W 1860 r. powrócił na Litwę jako odznaczony Orderem św. Włodzimierza.
Tam też należał do kierownictwa konspiracyjnych sfederowanego Koła Oficerów Polskich w Petersburgu, związanego z organizacją czerwonych w Kongresówce. Z ich ramienia w 1861 r. nawiązał w Paryżu kontakt z Ludwikiem Mierosławskim. Spotykał się z Giuseppe Garibaldim i Aleksandrem Hercenem. Do Petersburga powrócił w maju 1861 r. W tym czasie mianowany został kapitanem Sztabu Generalnego oraz został odznaczony Orderem św. Anny III klasy. W lecie 1862 r. poślubił Apolonię Dalewską. Na początku 1862 r. Sierakowski ogłosił wyniki swoich prac w cyklu rozpraw zatytułowanym „Wyjątki z listów o prawodawstwie karno-wojskowym i o instytucjach wojskowych ważniejszych państw europejskich”.
22 lutego 1862 r. oficjalnie złożył na ręce ministra wojny gen. Milutina własny projekt reformy wojskowej, postulujący m.in. zniesienie kar cielesnych w armii. W lipcu 1862 r. wyjechał do Francji z zadaniem kontynuowania swoich prac nad wojskowym więziennictwem i jednostkami karnymi. Powierzoną mu misję wykorzystał również do spotkań z polskimi politykami emigracyjnymi. W drodze powrotnej spotkał się z Giuseppe Garibaldim oraz z Hercenem i Bakuninem. Do Petersburga powrócił pod koniec 1862 r.
W 1863 r., po wybuchu powstania z ramienia Rządu Narodowego, został naczelnikiem wojennym województwa kowieńskiego. Dowodził 2500-osobowym oddziałem, operującym na Żmudzi, który zorganizował się w lasach pod Rogowem i tamże 6 kwietnia 1863 r. stoczył pierwszą potyczkę. Po połączeniu z oddziałami księdza Antoniego Mackiewicza i Bolesława Kołyszki 21 kwietnia 1863 r. pokonał wojska rosyjskie w bitwie pod Ginietyniami. 3 maja wyruszył ze swoim źle uzbrojonym oddziałem w kierunku Kurlandii, gdzie zamierzał przejąć transport broni dostarczany z Wielkiej Brytanii przez Teofila Łapińskiego. W dniach 7 maja – 9 maja stoczył trzydniową bitwę pod Birżami, zakończoną rozbiciem jego oddziału przez fiński pułk lejbgwardii gen. Jana Ganeckiego. Ciężko ranny, dostał się do rosyjskiej niewoli. Przed sądem wojennym okazał niezłomny hart ducha. Wbrew zabiegom międzynarodowej opinii publicznej, w tym Garibaldiego i dworu angielskiego, na polecenie gubernatora Michaiła Murawjowa Sierakowski został powieszony 27 czerwca 1863 r. na placu Łukiskim w Wilnie. Jego ciało pogrzebano w tajemnicy przed rodziną.
W lipcu 2017 r. odnaleziono miejsce pochówku generała na Górze Zamkowej w Wilnie. Zwłoki generała ze związanymi z tyłu rękoma udało się rozpoznać dzięki obrączce ślubnej z datą i wygrawerowanym w języku polskim napisem: „Zygmunt Apolonija 11 Sierpnia/30 Lipca 1862 r.”.
22 listopada 2019 r. został pochowany z honorami wojskowymi na cmentarzu Na Rossie w Wilnie wraz z Wincentym Konstantym Kalinowskim i 20 uczestnikami powstania styczniowego. W uroczystościach pogrzebowych udział wzięli prezydent RP Andrzej Duda, prezydent Litwy Gitanas Nausėda i wicepremier Białorusi Ihar Pietryszenko. Prezydentowi RP towarzyszyła pierwsza dama Agata Kornhauser-Duda, Polskę reprezentował również premier Mateusz Morawiecki i minister obrony narodowej Mariusz Błaszczak.

## Rodzina
Urodzona w 1864 r. córka Apolonii i Zygmunta, została przez Rosjan zesłana razem z matką do Samary, gdzie zmarła w 1866 r. w wieku 2 lat. Na pamiątkę ojca otrzymała imię Zygmunta.
Jego siostrzenicą była ukraińska aktorka Sofija Tobiłewycz.

## Upamiętnienie
- Zmarli powstańcy 1863 r., w tym Zygmunt Sierakowski, zostali odznaczeni przez prezydenta RP Ignacego Mościckiego 21 stycznia 1933 r. Krzyżem Niepodległości z Mieczami[15].
- W zbiorach Muzeum Wojska Polskiego w Warszawie znajduje się należąca do Zygmunta Sierakowskiego szabla wzorowana na XVII-wiecznej karabeli.
- Na placu Łukiskim w Wilnie, w miejscu śmierci Zygmunta Sierakowskiego i innych powstańców, znajduje się drewniany krzyż.
- Do 1940 r. na zboczu Zamku Górnego w Wilnie znajdował się krzyż i tablica ku czci m.in. Zygmunta Sierakowskiego.
- Walki pod Ginietynami zostały upamiętnione po 1990 r. na jednej z tablic na Grobie Nieznanego Żołnierza w Warszawie napisem „GINIETYNIE 21 IV 1863”
- W Przemyślu znajduje się ulica poświęcona Zygmuntowi Sierakowskiemu.[16]